# 1952年オスロオリンピックの日本選手団
1952年オスロオリンピックの日本選手団（1952ねんオスロオリンピックのにほんせんしゅだん） は、1952年2月14日から2月25日まで開催された1952年オスロオリンピックの日本選手団、およびその競技結果。選手所属は1952年当時のもの。

## 概要
- 人員:　選手　13人、役員　5人

## 種目別選手、スタッフ名簿および成績

### スキー
役員：東龍太郎

役員：室橋豊穂

監督：小川勝次

- 吉沢広司（早大）
  - ジャンプ男子ノーマルヒル（純飛躍） 36位（182.5）
- 川島弘三（明大）
  - ジャンプ男子ノーマルヒル（純飛躍） 42位（148.0）
- 渡部龍雄（三井鉱山）
  - ジャンプ男子ノーマルヒル（純飛躍） 27位（189.0）
- 猪谷千春（大泉高）
  - アルペンスキー男子回転 11位（2分05秒7）
  - アルペンスキー男子大回転 20位（2分36秒1）
  - アルペンスキー男子滑降 24位（2分45秒0）
- 水上久（国鉄）
  - アルペンスキー男子回転 失格
  - アルペンスキー男子大回転 26位（2分40秒9）
  - アルペンスキー男子滑降 失格
- 山本謙一（青森営林局）
  - クロスカントリー男子15kmクラシック 22位（1時間08分49秒）
- 藤沢良一（明大）
  - ジャンプ男子ノーマルヒル（純飛躍） 34位（183.5）
  - ノルディック複合個人 14位（396.333）
  - クロスカントリー男子15kmクラシック 61位（1分14秒41）

### スケート
役員：竹田恒徳

監督：石原省三

- 青木正則（苫小牧製紙）
  - スピードスケート男子500m 12位（44秒8）
  - スピードスケート男子1500m 23位（2分26秒9）
- 菅原和彦（苫小牧製紙）
  - スピードスケート男子5000m 15位（8分44秒4）
  - スピードスケート男子10000m 7位（17分34秒0）
- 工藤祐信（盛岡高校教）
  - スピードスケート男子500m 15位（44秒9）
  - スピードスケート男子1500m 33位（2分31秒6）
- 高林清高（明大）
  - スピードスケート男子500m 6位（44秒1）
  - スピードスケート男子1500m 34位（2分32秒0）
- 五味芳保（早大）
  - スピードスケート男子5000m 10位（8分38秒0）
  - スピードスケート男子10000m 14位（17分53秒0）
- 佐藤恒夫（苫小牧製紙）
  - スピードスケート男子500m 18位（45秒2）
  - スピードスケート男子1500m 11位（2分23秒9）